# (189261) Hiroo
(189261) Hiroo est un astéroïde de la ceinture principale.

## Description
(189261) Hiroo est un astéroïde de la ceinture principale. Il fut découvert le 11 décembre 2004 à Yamagata par Koichi Itagaki. Il présente une orbite caractérisée par un demi-grand axe de 3,08 UA, une excentricité de 0,37 et une inclinaison de 16,0° par rapport à l'écliptique.

## Compléments